# David Vinckboons

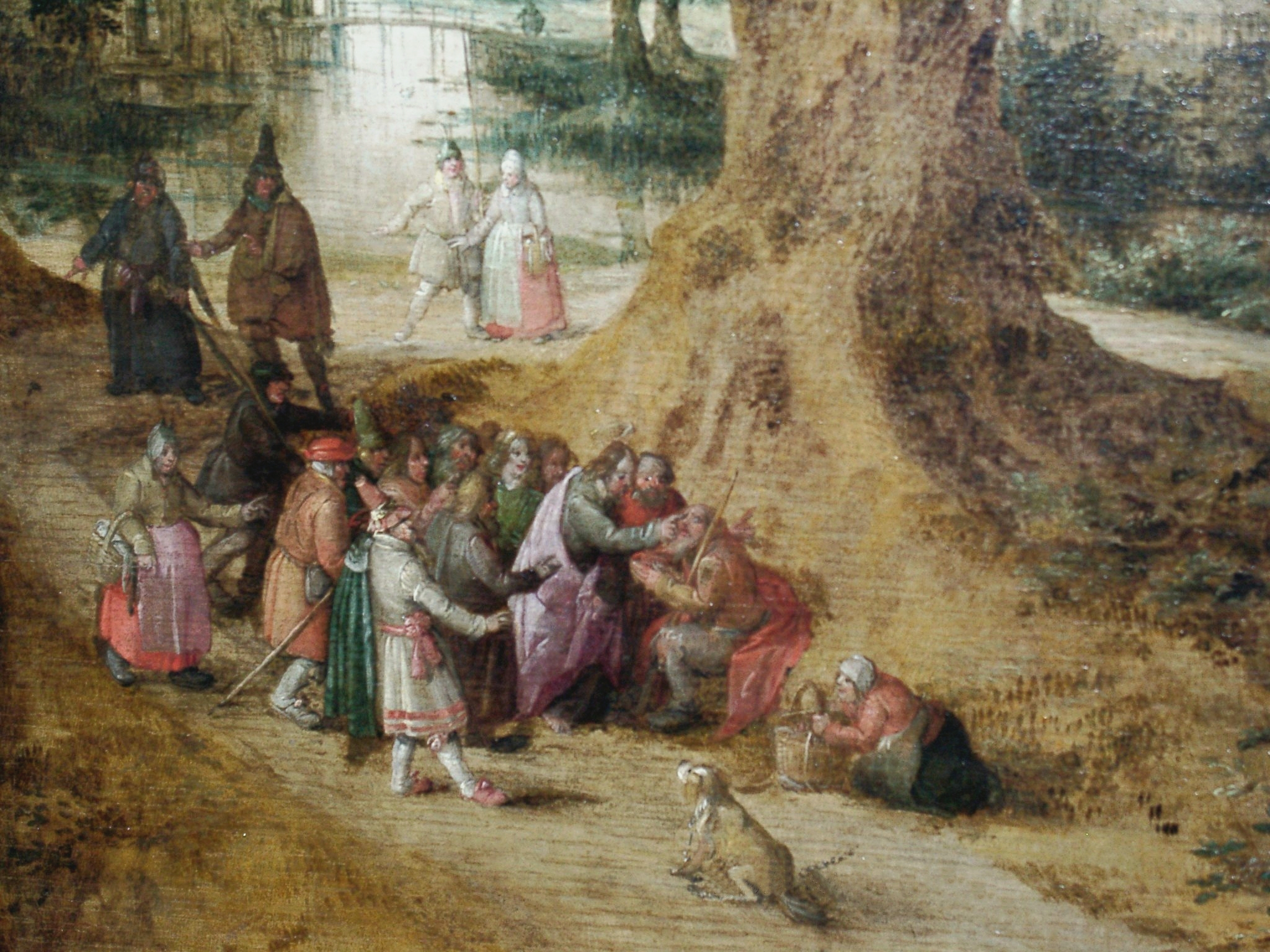
Jesus heilt den Blinden, von David Vinckboons, auf einem Gemälde von Gillis Claesz. de Hondecoeter (1608), im Museum Geelvinck-Hinlopen Huis

David Vinckboons (* 13. August 1576 in Mechelen; † 1632 in Amsterdam) war ein niederländischer Maler.

## Biografie
David Vinckboons wurde als Sohn des Miniaturmalers Philipp Vinckboons in Mechelen in Flandern geboren. Mit seinem Vater, der zugleich sein erster Lehrer war, kam er als Knabe nach Antwerpen und spätestens 1591 nach Amsterdam. 
Vinckboons malte viele kleine Landschaften, meist mit biblischen Themen, und große Genrebilder in der Tradition Jan Brueghels des Älteren. So schuf er bäuerlich-derbe und bunte Gesellschaftsstücke aus dem Leben seines Landes wie eine Bauernkirmes, Hochzeiten, Kirchweihfeste und Jagden. Vinckboons war Manierist, doch gilt er als Vorläufer der niederländischen Realistenschule des 17. Jahrhunderts. 
Zu seinen Söhnen gehörten der Aquarellmaler Johannes (* um 1616; † 1670) sowie die Architekten Justus (* um 1620; † um 1698) und Philips Vingboons (* um 1607; † 1678).